# Carrosserie Hess

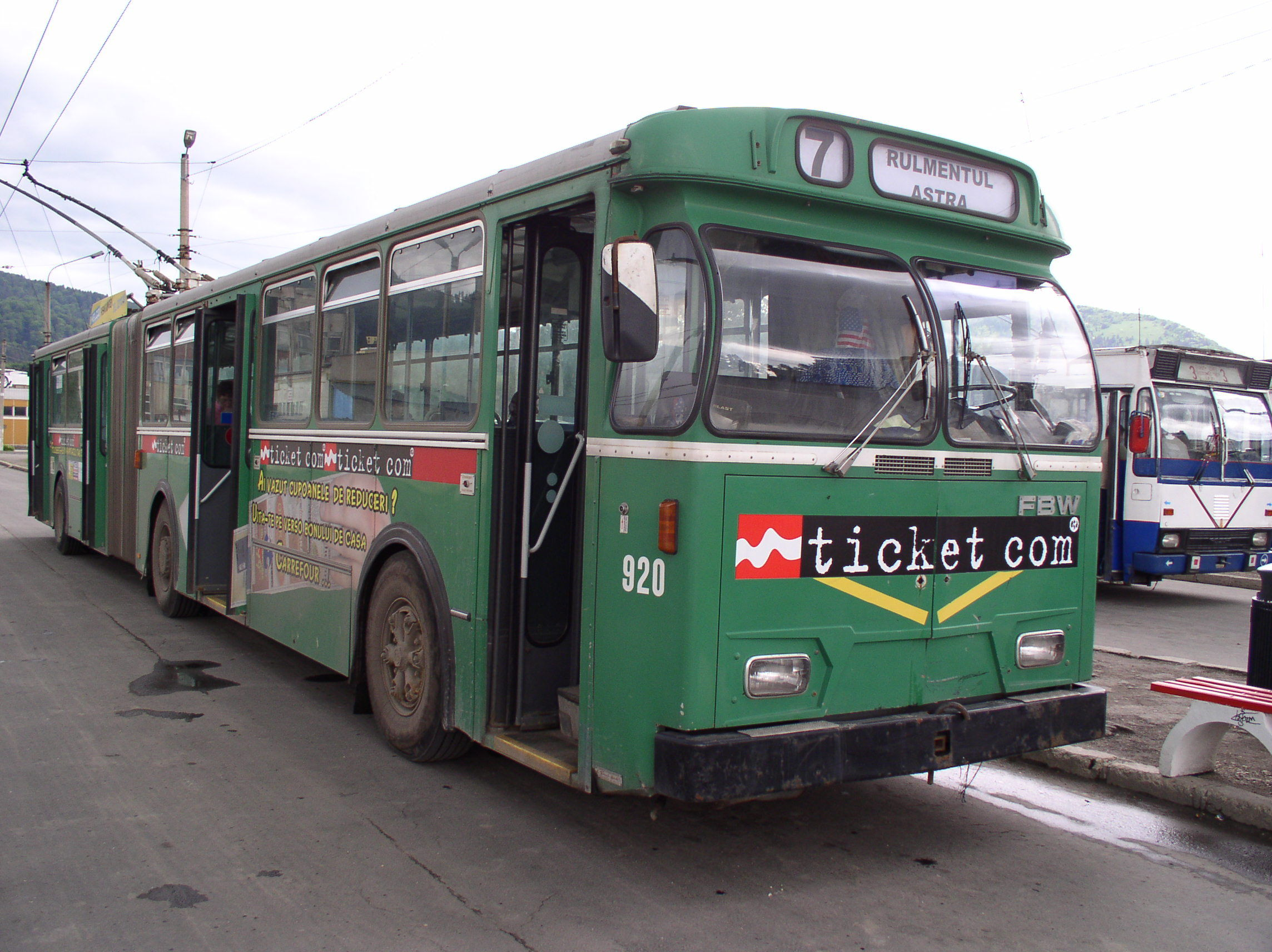
Brașov: filosnodato FBW 91GTS Hess SAAS della RATBv n. 920 (ex-Basilea) sulla linea 7

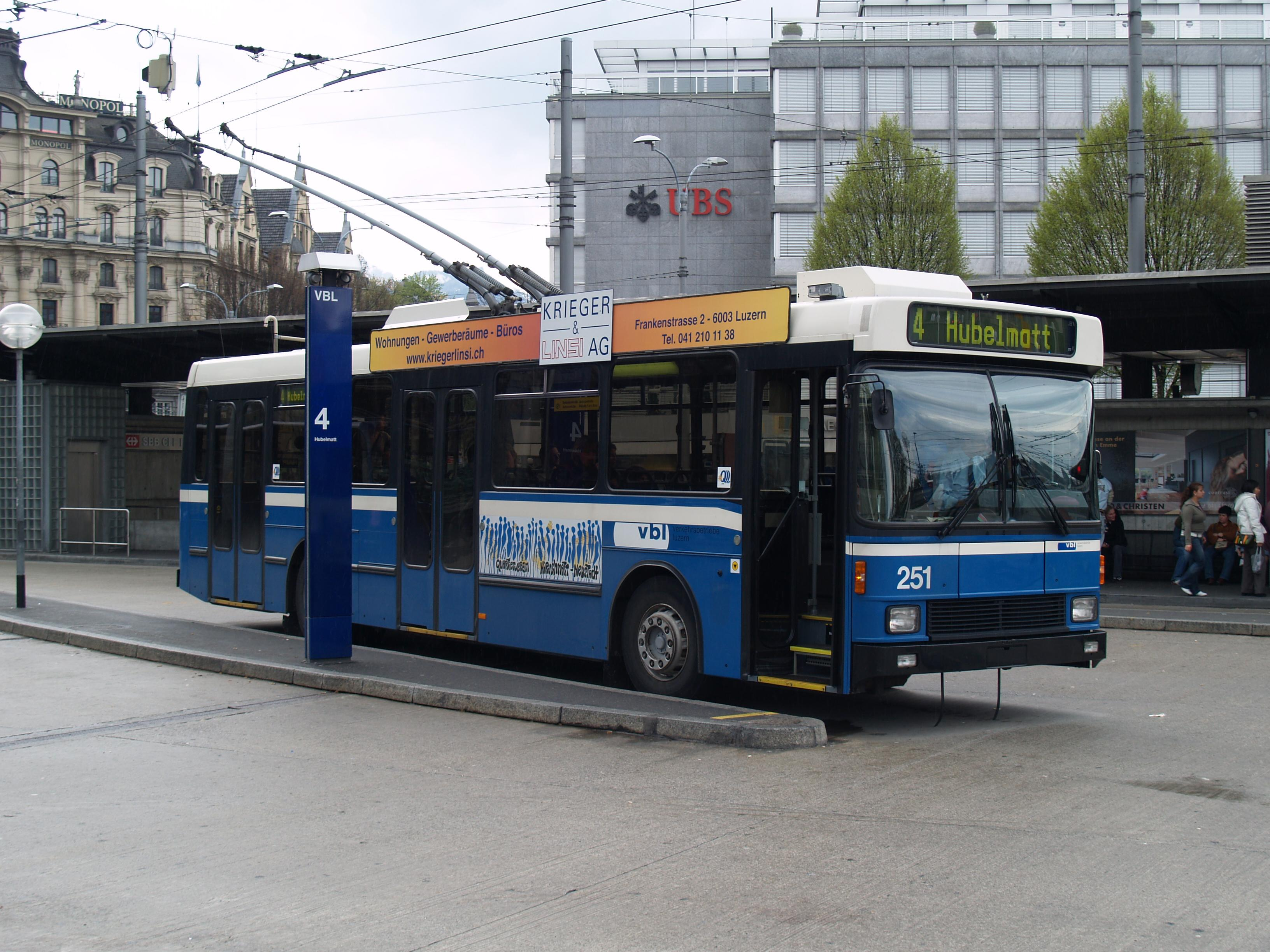
Lucerna: filobus NAW Hess del VBL n. 251 sulla linea 4

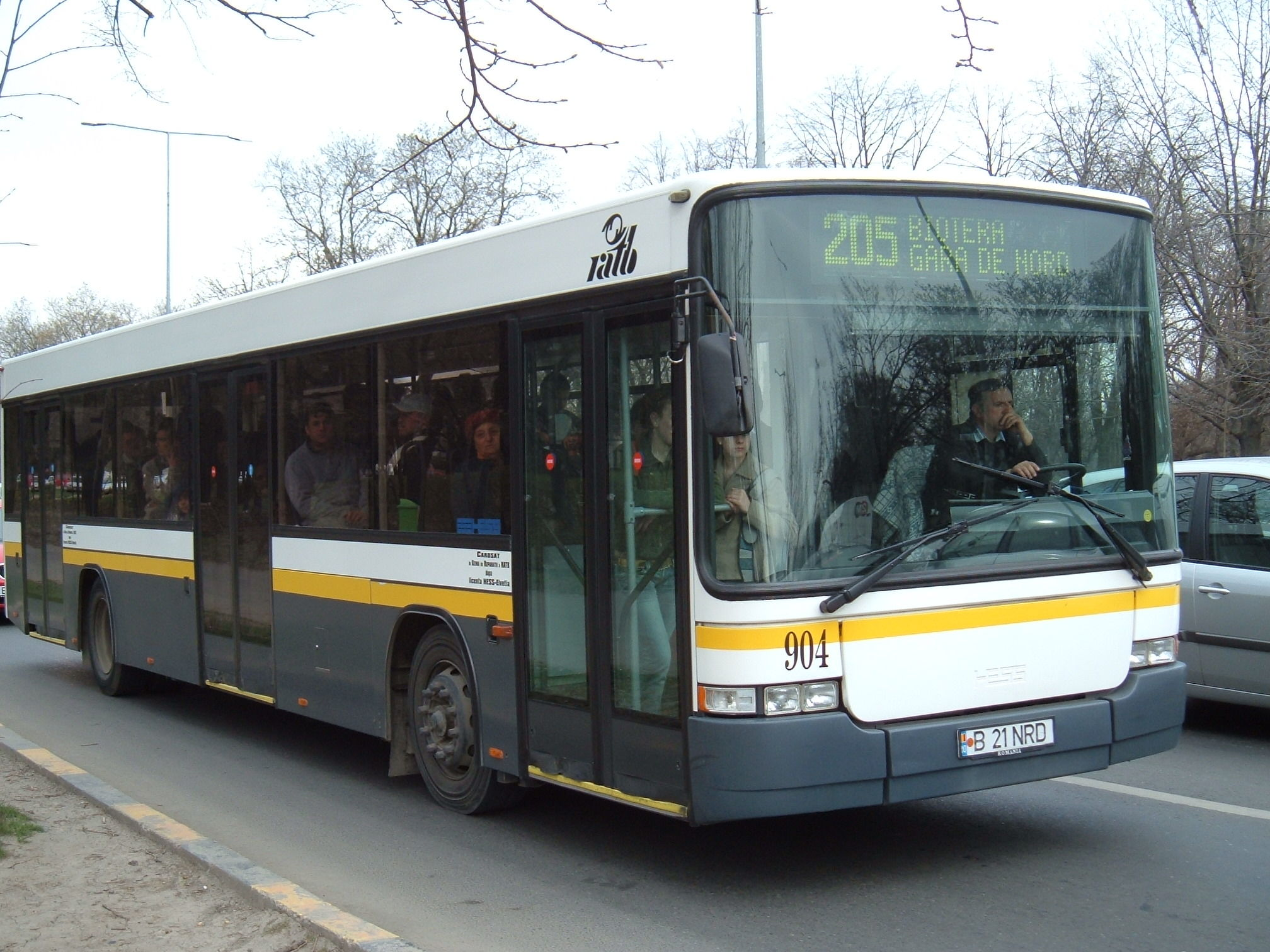
Bucarest: autobus Hess del RATB n. 904 sulla linea 205

Carrosserie Hess AG è un'azienda svizzera, con sede a Bellach, nel canton Soletta, che realizza veicoli commerciali e di trasporto su strada.

## Storia
Fondata da Heinrich Hess nel 1882, produceva inizialmente carrozzerie per auto.
La società cominciò a realizzare autobus soltanto nel 1919 e più tardi, nel 1940, in collaborazione con altre società svizzere come la Saurer, costruì i primi filobus per le città di Basilea e Bienne.
Dal 1961, avvalendosi della collaborazione con la Franz Brozincevic & Cie, Wetzikon, si specializzò nella produzione di veicoli articolati (autosnodati e filosnodati).
Nel 1991 è cominciata la costruzione di mezzi di trasporto con pianale ribassato e nel 2003 ha realizzato il primo jumbofilobus (o filobus biarticolato), costituito da 3 elementi raccordati.